# Acy-en-Multien
 Acy-en-Multien  là một xã thuộc tỉnh Oise trong vùng Hauts-de-France phía bắc Pháp. Xã này nằm ở khu vực có độ cao trung bình 90 mét trên mực nước biển.